# 魅影魔星
《魅影魔星》（英語：The Shadow）是一部1994年美國超級英雄電影，改編自華特·B·吉布森創作的虛構角色魅影奇俠，講述都市傳說英雄「魅影奇俠」在1930年代的紐約市與企圖製造恐怖攻擊蒙古征服者的展開交鋒。電影由羅素·莫卡席執導，大衛·柯普編寫劇本，亞歷·鮑德溫飾演標題人物，其他主演包括尊龍、潘妮洛普·安·蜜勒、彼得·博伊爾、伊恩·麥克連、乔纳森·温特斯以及蒂姆·克里。《魅影魔星》1994年4月7日美國上映，口碑及票房雙敗。

## 劇情
第一次世界大戰後，拉蒙·克藍思頓在西藏自立為毒梟兼軍閥。擁有超凡脫俗力量的聖人祖古綁架了克藍思頓，並給對方改邪歸正的機會。克藍思頓最初拒絕並遭祖古神秘的飛天波巴匕首攻擊；克藍思頓最後成為了祖古的學生，掌握了能改變他人想法的迷魂密術，同時獲得了隱身能力。
七年後，克藍思頓回到紐約市，復出以往成為富有花花公子的生活，同時秘密地扮演著恐嚇城市黑社會的義警「魅影奇俠」。他招募了一些從犯罪份子手中拯救出來的人探子，幫自己提供消息及專業知識。克藍思頓結識社交名媛瑪格·連恩後，發現對方同樣具有心靈感應的能力，威脅到自己的秘密身份。
成吉思汗的邪惡門徒熙王·可汗利用石棺抵達紐約；身為成吉思汗最後一個後裔的他企圖實現祖先統治世界的野心。可汗先找上克藍思頓結盟，但遭對方拒絕。克藍思頓從可汗那獲得一枚青銅硬幣，後來得知硬幣由一種可用於核分裂的金屬。同時，瑪格的父親兼美國陸軍從事能源研究的科學家萊因哈特博士變得一反常態地與世隔絕，克藍思頓推斷可汗催眠博士來製造原子彈。
可汗催眠了瑪格並命令她殺死魅影奇俠。克藍思頓雖然解除了催眠，但瑪格知曉了他的祕密身份。萊因哈特的助手法利·克雷摩與可汗結盟，製造了一枚工業炸彈，可汗藉此來勒索紐約。魅影奇俠發現了可汗的位置：豪華的隱形酒店，可汗已讓城市的居民忘記並看不見這座建築。魅影奇俠制伏克雷摩後與可汗正面對峙，並再次被對方控制的波巴壓制；直到魅影奇俠反過來馴服波巴並反過來刺傷可汗，可汗的受傷導致對萊因哈特和城市的催眠控制得以解除。在瑪格和萊因哈特解除炸彈的同時，魅影奇俠追著可汗穿過酒店，將一塊碎玻璃扔進對方的額葉，成功擊敗了可汗。
可汗在精神病院的軟墊牢房中醒來，其中一位醫生告訴他，他們透過切除可汗的一部分大腦來挽救其生命，從而使可汗從此失去了迷魂密術能力。克藍思頓和瑪格開始交往，並聯手打擊犯罪黑社會。

## 演員
- 亞歷·鮑德溫飾演拉蒙·克藍思頓／魅影奇俠[4]
- 尊龍飾演熙王·可汗（Shiwan Khan）
- 潘妮洛普·安·蜜勒（英语：Penelope Ann Miller）飾演瑪格·連恩（英语：Margo Lane）
- 彼得·博伊爾（英语：Peter Boyle）飾演摩西·「老莫」·崔夫尼茲（Moses "Moe" Shrevnitz）
- 伊恩·麥克連飾演萊因哈特·連恩博士（Dr. Reinhardt Lane）
- 乔纳森·温特斯飾演溫萊特·巴特（Wainwright Barth）
- 蒂姆·克里飾演法利·克雷摩（Farley Claymore）[5]
- 下野三郎（日语：サブ・シモノ）飾演羅伊·譚博士（Dr. Roy Tam）
- 安德烈·古格里（英语：André Gregory）飾演伯班克（Burbank）
- 吳漢章飾演李鵬（Li Peng）
- 約瑟夫·馬宏（英语：Joseph Maher）飾演艾薩克·紐博爾特（Isaac Newboldt）
- 馬克斯·萊特（英语：Max Wright）飾演伯傑（Berger）
- 伊森·菲利普斯（英语：Ethan Phillips）飾演尼爾森（Nelson）
- 亞布拉哈姆·本魯比（英语：Abraham Benrubi）和史蒂夫·海納（英语：Steve Hytner）飾演海軍陸戰隊員
- 弗兰克·维尔克配音波巴匕首（英语：Phurba）
- 巴里·丹尼（英语：Barry Dennen）飾演祖古（未掛名）

## 外部連結
- 互联网电影数据库（IMDb）上《魅影魔星》的资料（英文）
- 爛番茄上《魅影魔星》的資料（英文）
- AllMovie上《魅影魔星》的资料（英文）
- Box Office Mojo上《魅影魔星》的資料（英文）
- Metacritic上《魅影魔星》的資料（英文）